# Nicolas Marazzi
Nicolas Marazzi (* 13. Juli 1981) ist ein Schweizer ehemaliger Fussballspieler. Er ist ein Cousin des jüngeren David Marazzi, der ebenfalls Fussball spielte.

## Karriere
Er begann seine Karriere beim FC Sion im Jahr 1997. Er wechselte im Jahr 2004 zum FC Yverdon-Sport. Dort schaffte er seinen Durchbruch und schoss in 96 Spielen acht Tore als Mittelfeldspieler. Von 2008 bis 2013 spielte er beim FC Lausanne-Sport, mit dem er 2010/11 die Challenge League gewann und aufstieg. Seit Sommer 2013 spielt er bei dem in Lausanne beheimateten FC Azzurri LS 90 in der  1. Liga Classic Gruppe 1.